# إيهاب درويش
إيهاب درويش مُلحن إماراتي وفنان يعمل مع يونيفرسال ميوزيك وهو عضو تصويت في الأكاديمية الوطنية لتسجيل الفنون والعلوم (غرامي). كان درويش يعزف الموسيقى منذ سن العاشرة ونشأ في عائلة دعمت شغفه بالمُوسيقى والتلحين. حصل على شهادة البكالوريوس في الإعلان والتصميم الفني من الجامعة اللبنانية الأمريكية في بيروت. بعد سنوات من التخرج، صمم درويش وأنشأ استوديو التسجيل المنزلي الخاص به المجهز بأحدث الأدوات والتكنولوجيا. جرب الموسيقى لسنوات، وعمل بالخُصوص في نوع الموسيقى الكلاسيكية.

## الحياة المهنية
في عام 2017، عزفت أوركسترا أكاديمية بيتهوفن موسيقى درويش في بولندا، وسُجلت في استوديوهات ألفيرنيا. ولأول مرة، عزفت موسيقاه أوركسترا تضم أكثر من 140 موسيقيًا ومثلت لحظة محورية في حياته المهنية. أطلق ألبومه الأول «أمواج حياتي» في أوائل عام 2018 الذي تولت يونيفيرسال ميوزيك مينا توزيعه على المنصات الموسيقية الرقمية العالمية. في مارس 2018، حصل إيهاب درويش على لقب "الضيف الملحن الأول" لأوركسترا أكاديمية بيتهوفن.
بعد سنواتٍ من التحضير، قدّم إيهاب درويش أول أعماله الأوركسترالية الكاملة، أمواج حياتي: كل قصة تبدأ بنوتة، وأول عرض عالمي في مهرجان أبوظبي في 14 مارس 2018 في قصر الإمارات، مما جذب انتباه الجمهور. مع حفل موسيقي سيمفوني وسينمائي رفيع المستوى.
في عام 2020، كُلف درويش من قبل نافورة النخلة في دبي، أكبر نافورة في العالم وفقًا لموسوعة غينيس للأرقام القياسية، لتأليف موضوع موسيقي رسمي "Aim For The Sky" كعلامة تجارية صوتية وموسيقى مُميزة. يعتبر هذا العمل الفني إحياءً لثقافة الإمارات فضلًا عن كونه يعكس الطابع العالمي لدبي ويتم تقديمه بانتظام في نافورة النخيل في ذي بيونت، دبي، اعتبارًا من 1 ديسمبر 2020.
في عام 2021 قدم درويش في مهرجان أبوظبي أعماله السمفونية حكايات: حكايات سمفونية. ويُعتبر أول عرض من نوعه لفنان إماراتي في التاريخ. في أعجوبة من التطور التكنولوجي، سيظهر العازفون، المسجلون بشكل منفصل في بلدانهم، معًا كأوركسترا واحدة على مسرح قاعة قصر الإمارات الفاخرة في أبو ظبي. يجمع إيهاب درويش مجموعة كبيرة من الموسيقيين العالميين، بما في ذلك أوركسترا أكاديمية بيتهوفن البولندية المشهورة، بقيادة المايسترو توماس توكارتشيك، وجوقة وكس تشامبر، وتينور خوسيه كورا، والموسيقيين الموهوبين سارة أندون، وكود، وكارلوس بينيانا، ودارني، وجون بيسلي، وكينان عظمة. جزء من التزام مهرجان أبوظبي بالدبلوماسية الثقافية ورسالته لدعم نمو الفنون الأدائية في دولة الإمارات العربية المتحدة وعلى المستوى العالمي. مع الموسيقيين والفنانين والأوركسترا التي تم تصويرها بشكل فردي في 21 مدينة حول العالم، تطلبت السيمفونية 675 جلسة تكبير و86600 ساعة عمل من التخطيط والإنتاج. تمت مزامنة العروض الفردية رقميًا، ووُضعت تقنية ما بعد الإنتاج المبتكرة جميع الفنانين ال128 على نموذج افتراضي ثلاثي الأبعاد للمسرح.
في يونيو 2022، أصبح إيهاب درويش أول إماراتي تمت دعوته ليكون عضوًا مصوتًا في أكاديمية غرامي للتسجيلات.

## ألبوماته
ألبوم «أمواج حياتي:كل قصة تبدأ بنوتة» (2018) يحتوي على تسع مقطوعات موسيقية.
1. ما وراء الحدود - نهضة أبوظبي
2. أوتار خيالية
3. فارس الصحراء
4. لولاكي (المفخرة. سامي كلارك)
5. النشوة
6. ارابيسكو
7. موجات حياتي
8. هي
9. لولاكي (آلات موسيقية)

الألبوم الثاني حكايات: حكايات سيمفونية (2020) يحتوي على 13 مقطوعات:
1. حكايات
2. دانزا ديل سول
3. عبر السماء
4. قمر جديد
5. يا بحر
6. الهائم
7. نوفا دويتو
8. عيون الغزال
9. زهرة
10. أمل المجرة
11. نغمة من قلبي
12. فجر جديد
13. فرقة السلام

## وصلات خارجية
- إيهاب درويش - الموقع الرسمي